# توتنهام هوتسبير موسم 2017–18
كان موسم 2017–18 هو الموسم السادس والعشرون لتوتنهام هوتسبير في الدوري الإنجليزي الممتاز والموسم الأربعين على التوالي في الدرجة الأولى من نظام الدوري الإنجليزي لكرة القدم. إلى جانب الدوري الإنجليزي الممتاز، تنافس النادي في دوري أبطال أوروبا وكأس الاتحاد الإنجليزي وكأس رابطة الأندية الإنجليزية المحترفة. بعد إعادة بناء ملعب وايت هارت لين، لعب توتنهام جميع مبارياته على أرضه في ملعب ويمبلي خلال هذا الموسم بسعة 90 ألف متفرج.  كما شهد الموسم أيضًا تغييرًا في موردي المعدات حيث حلت شركة نايكي محل شركة آندر آرمور. 
ويغطي الموسم الفترة من 1 يوليو 2017 إلى 30 يونيو 2018.